# パーフェクト・デイ
「パーフェクト・デイ」（Perfect Day）は、1972年にルー・リードが発表した楽曲。リードの2作目のソロ・アルバム『トランスフォーマー』に収録された。1990年代にこの曲は再評価され、1996年の映画『トレインスポッティング』で使用され、1997年には有名な歌手が集まったBBCのチャリティー・シングルで歌われ全英シングルチャートで3週間1位を記録した。リードは2003年に自身のアルバム『ザ・レイヴン』で再録音した。
デュラン・デュランが1995年にカバーし、全英シングルチャートで28位を記録した。

## オリジナル・バージョン
デヴィッド・ボウイとミック・ロンソンがプロデュースを行った。ロンソンは編曲も担当した。
この曲は、暗くてゆっくりしたボーカル、甘くノスタルジアなピアノベースの伴奏でバランスがとられている。また、詞はガラテヤの信徒への手紙に触れている。
詞は素直でロマンチックな内容で、おそらくリードの最初の妻となるベティとリードの関係と性的嗜好、麻薬、エゴである。
一部の評論家は、リードがヘロイン中毒による影響でロマンチックな内容になっているとみなしていた。この曲はヘロイン中毒者の映画『トレインスポッティング』のサウンドトラックでも知られている。

## BBCチャリティー・シングル
1997年にBBCによって、この曲を様々な歌手が歌ったトラックが発表された。それは、フィナンシャル・タイムズが「世界クラスのパフォーマーの驚くべき陣容」と評したもので、ルー・リード自身と他の有名な歌手が参加した。
チャリティー・シングルとして、1997年10月にこのシングルは発売され、全英シングルチャートで3週間1位を記録した。販売枚数は100万枚を超え、6年間で200万ポンド以上をチャリティー団体へ寄付した。この曲は2種類のバージョンがあり、女性歌手が歌うものと、男性歌手が歌うものがある。BBCはミュージックビデオのクリスマスバージョンを制作した。

### 参加歌手
登場順に記載している。
- ルー・リード
- ボノ
- スカイ・エドワーズ （モーチーバ）

- デヴィッド・ボウイ
- スザンヌ・ヴェガ
- エルトン・ジョン
- アンドルー・デイヴィス

- ボーイゾーン
- レスリー・ギャレット
- ルー・リード
- バーニング・スピア
- ボノ
- トーマス・アレン
- ブロドスキー弦楽四重奏団

- ヘザー・スモール （Mピープル）
- エミルー・ハリス
- タミー・ワイネット
- シェイン・マガウアン
- シェオナ・ホワイト （テナーホーン奏者）

- ドクター・ジョン
- デヴィッド・ボウイ
- ロバート・クレイ
- ヒューイ （ファン・ラヴィン・クリミナルズ）

- イアン・ブロウディー （ライトニング・シーズ）
- ガブリエル
- ドクター・ジョン
- イヴァン・ダンド （レモンヘッズ）
- エミルー・ハリス

- コートニー・パイン （ソプラノサクソフォーン奏者）
- BBC交響楽団
- アンドルー・デイヴィス
- ボノ

- ブレット・アンダーソン （スウェード）
- Visual Ministry Choir
- ジョーン・アーマトレイディング
- ローリー・アンダーソン
- ヘザー・スモール
- トム・ジョーンズ
- ヘザー・スモール
- ルー・リード

## デュラン・デュランのバージョン
デュラン・デュランのカバーによる「パーフェクト・デイ」は、アルバム『サンキュー』からの最初のシングルである。1995年に全英シングルチャートで28位を記録した。
デュラン・デュランのメンバー達はルー・リードに影響を受けており、デヴィッド・ボウイのアルバム『ピンナップス』のようなスタイルで、自分たちが影響を受けた楽曲を集めたカバー・アルバム『サンキュー』を制作した。
デュラン・デュランの最初のドラマーであるロジャー・テイラーは、1986年にバンドを脱退してから、10年間ほどバンドとはほとんど接触をしていなかった。しかし、カバーアルバムに収録する「パーフェクト・デイ」、「ウォッチング・ザ・ディテクティヴス」（エルヴィス・コステロのカバー）、「ジープスター」（T・レックスのカバー）の演奏に参加した。

### チャート順位
この曲は全英シングルチャートで28位を記録した。

## スーザン・ボイルのバージョン
スコットランドの歌手であるスーザン・ボイルは、彼女の2ndアルバム『ザ・ギフト 〜夢の贈りもの』にこの曲を収録し、2010年11月8日にシングルを発売した。

### ルー・リードとのトラブル
2010年9月、テレビ番組『アメリカズ・ゴット・タレント』での演奏を土壇場で取り止めた。ボイルは元々「パーフェクト・デイ」を歌う予定だったが、ショーのわずか2時間前にルー・リードによって彼の曲を次のアルバム『ザ・ギフト 〜夢の贈りもの』に収録することを拒否されたと話した。ボイルとそのクワイアは他の曲をリハーサルする時間はなかったため、ショーはキャンセルするしかなかった。2日後、ルー・リードの代理人は、リードはこの決定とは関係がなく、ちょうどライセンスの不具合だったと発表した。
2週間後、この曲を含むアルバム『ザ・ギフト 〜夢の贈りもの』を発表したが、この曲のミュージックビデオは制作されなかった。この曲はローモンド湖のほとりで、2010年11月7日に演奏された。

### チャート・パフォーマンス
| チャート（2010年）              | 最高位 |
| ------------------------------- | ------ |
| ベルギー (Ultratip Flanders)    | 32     |
| イギリス (全英シングルチャート) | 124    |

## その他のバージョン
「パーフェクト・デイ」は様々な歌手にカバーされている。
- ヘヴン17のボーカルであるグレン・グレゴリーは、1982年のB.E.F.のアルバム『Music of Quality and Distinction Volume 1』でこの曲をカバーした。
- フィンランドのハードロックバンドであるレニングラード・カウボーイズは、2006年のアルバム『Zombie's Paradise』でこの曲をカバーした。
- パティ・スミスは、2007年のEP盤の『Twelve』でこの曲をカバーした（12曲入りのアルバム『Twelve』には未収録）。